# Sismo de Guayas em 2023
O Terremoto de Guayas 2023, foi um sismo que ocorreu na província do Guayas (Equador), a 18 de março de 2023. Mediu 6,8 na escala de magnitude por enquanto e golpeou com um hipocentro de 65,8 km (40,9 milhas) de profundidade.

## Meio tectónico
A tectónica ativa de Equador está dominada pelos efeitos da subducção  da Placa de nasça embaixo da Placa sudamericana. Equador encontra-se dentro da Zona Vulcânica do Norte onde a zona de subducção  se move a uma velocidade de 7 cm/ano para o este-nordeste, significativamente oblíqua à tendência deste segmento dos Andes. A zona de subducção tem um processo de afundamento geral. de 25 a 30°, mas varia rapidamente ao longo do rumo devido aos efeitos da subducção  de Carnegie Ridge. Carnegie Ridge é uma meseta oceânica que se formou quando a Placa de Nasça passou sobre o ponto de acesso de Galápagos. A interface da placa acima da parte subdivida da dorsal tem um afundamento menos profundo que o área tanto ao norte como ao sul, e se interpreta que os limites consistem em dois grandes desgarros na Placa de Nasça descendente. Parte-a norte de Equador sobrepõe-se à parte subdivida de Carnegie Ridge e é um área onde se interpreta que a Placa de Nasça está fortemente acoplada à Placa Sulamericana, o que provoca um grau insularmente grande de deformação intraplaca. As principais zonas de falhas ativas de Equador são falhas de deslizamento de rumo dextral com tendência SSW-NNE que correm paralelas às principais subdivisões dos Andes, duas zonas principais de deslizamento de rumo de direção SW-NE, as falhas de Pallatanga Neístron e Chingual, e falhas inversas de tendência norte-sul. falhas como a falha de Quito.

## Terremoto
O sismo teve uma magnitude de Mw 6.8 or Mag. Mw a partir de ondas P6.9 e uma intensidade MMI máxima de VII (Muito Forte), segundo o Serviço Geológico de Estados Unidos. O Centro Sismológico Europeu-Mediterráneo reportou uma magnitude de Mw 6.7. Segundo PAGER, um serviço operado pelo USGS, 8,41 milhões de pessoas, quase a metade da população de Equador, sentiram tremores daninhos de intensidades V-VII (Moderados - Muito fortes), incluída a intensidade VI (Forte) em Guayaquil.

## Impacto
Em Machala, onde numerosas casas foram destruídas, três pessoas, incluído um infante, morreram no derrube de uma casa, e em Bacia, os escombros que caíam golpearam um automóvel, matando ao condutor. Em Porto Bolívar, um edifício que alberga um museu e um restaurante se derrubou ao mar. Duas pessoas foram assassinadas em Balao, e uma pessoa também morreu em Naranjal. Em Guayaquil, edifícios e casas sofreram danos menores, romperam-se vidros, derrubaram-se algumas paredes e fecharam-se lojas em toda a cidade. Na ilha Puná, uma das zonas mais próximas ao epicentro, derrubaram-se dez casas.
Ao menos um lesionado reporta-se em Equador, enquanto em Tumbes (Peru) três estabelecimentos de saúde resultaram danificados e uma pessoa resultou lesionada.

### Peru
Em Tumbes (Peru), uma jovem morreu ao derrubar-se o teto de uma casa, outra resultou ferida e três estabelecimentos de saúde resultaram danificados.
Pelo menos cinco países da América Latina foram atingidos por terremotos em 18 de março de 2023, Argentina, Chile, Equador, México e Peru.